# 西熊本站
西熊本站（日语：／ Nishi-Kumamoto eki */?）是位於熊本縣熊本市南區刈草一丁目，九州旅客鐵道（JR九州）的鹿兒島本線車站。

## 概要
此站的建設費用全數由熊本市承擔，為一座請願車站。工程費用為12億5000萬日圓，當中3億8000萬日圓是國家補助金。
當時車站暫名「近見新站」，或名為「近見站」。在2015年7月23日，JR九州公布正式站名為西熊本站。熊本市在2015年2月至3月公開招募車站名稱，結果第一名是「西熊本站」，在550票中，得票389票（71%），其他招募的車站名稱包括「下熊本站」「近見站」「刈草站」等。
當時計劃在於1990年代在建設熊本縣道51號熊本港線（鄰近此站位置）時同時建設此站，但是當時JR並未沒有同時建設。在開始建設此站時，JR預計此站一日的乘車人次只有377人，因此對於建設新站有一個較消極的態度。但隨著熊本市周邊人口增加，使此站預計一日乘車人次升至1200人，因此開始進行建設。但是由於JR預計乘車人次還是較少，因此當時車站建設成為無人車站，另外為了日後使用人次增加，因此此站也準備了一些有人車站的設備。
此站附近曾經設有川尻線行走，距離此站以東200米設有下近見電停，該站在1965年（昭和40年）廢止。

## 歷史
- 2016年（平成28年）3月26日 - 車站啟用[3]。

## 車站構造
車站是一座高架車站，設有2面2線的相對式月台，月台可容納4卡車廂。車站出入口只有在第1層東邊，站前廣場也是在東出口。車站是一座無人車站，由熊本管理，此站也預留閘口室以供車站職員進駐。車站在各月台至地面中各設有1台雙門式升降機，2台簡易IC卡閘機，1台自動售票機（不可支援IC卡）。閘内設有廁所，閘外也設有可讓輪椅使用的公眾廁所。在高架橋下設有免費的停泊單車場。站前廣場中，設有20分鐘內免費，24小時300日圓的停車場。

### 月台
| 月台 | 路線                            | 上下行 | 方向             |
| ---- | ------------------------------- | ------ | ---------------- |
| 1    | ■鹿兒島本線 （包含■天草三角線） | 上行   | 熊本、大牟田方向 |
| 2    | ■鹿兒島本線                     | 下行   | 八代方向         |
| 2    | ■天草三角線                     | 下行   | 三角方向         |

## 使用狀況
在2018年度，1日平均乘車人次為909人。
| 年度   | 1日平均 乘車人次 | 變化率 |
| ------ | ---------------- | ------ |
| 2016年 | 660              |        |
| 2017年 | 922              | 39.7%  |
| 2018年 | 1,121            | 21.6%  |

## 車站周邊

### 道路
- 熊本縣道51號熊本港線（日语：熊本県道51号熊本港線）
- 熊本市道川尻線（通稱：川尻市道）

### 設施
車站東邊
- 熊本南署（日语：熊本南警察署）西熊本站前派出所[10][11]
- AEON Town西熊本（日语：イオンタウン西熊本）A街區[12]
- 新蓋亞酒店西熊本站前
- 洋服之青山（日语：洋服の青山）熊本近見店
- 小島×BIC CAMERA（日语：コジマ）熊本店
- 十德屋近見店
- TSUTAYA AV Club 近見店
- 宜得利熊本近見店
- 熊本市立日吉小學（日语：熊本市立日吉小学校）
- 熊本市立日吉中學（日语：熊本市立日吉中学校）
- 熊本市立日吉東小學（日语：熊本市立日吉東小学校）
- 濟生會熊本醫院（日语：済生会熊本病院）

車站西邊
- AEON Town西熊本B街區
- AEON Town西熊本C街區
- 刈草中央公園
- 島町公園
- 熊本市立力合中學（日语：熊本市立力合中学校）
- 熊本市立力合小學（日语：熊本市立力合小学校）
- 熊本市立力合西小學（日语：熊本市立力合西小学校）
- 熊本市綜合室內泳池 熊本水巨蛋（日语：アクアドームくまもと）
- 南部綜合體育中心

## 巴士路線
西熊本站巴士站
- ＨＬ:東繞道快車（日语：東バイパスライナー）（產交（日语：九州産交バス）、熊本巴士（日语：熊本バス）、都市巴士（日语：熊本都市バス）聯營）※只限平日（星期六、日、假日及年尾年初暫停服務）[13][14]

經薄場町前往西部車廠方向
經濟生會熊本醫院、流通團地、市民醫院前、帶山、日赤醫院內前往長嶺團地
櫻町BT方向（經市道、世安町）
從車站向東步行5分鐘，在川尻市道上　下近見巴士站
●產交巴士
- Ｒ1-1、Ｒ1-2、Ｒ1-5:經川尻市道前往櫻町BT、水道町（日语：水道町 (熊本市)）
- Ｋ6-0:經川尻市道、櫻町BT前往縣廳（日语：熊本県庁）(縣會議事堂)

●熊本巴士
- Ｒ1-3:經川尻市道前往櫻町BT
- Ｋ6-0:經川尻市道、櫻町BT前往縣廳、北窪 - 只有平日早上1班

川尻町方向
從車站向南步行5分鐘，在川尻市道上　刈草巴士站
●產交巴士
- Ｒ1-1:前往River Green八幡
- Ｒ1-2:前往國町停車場
- Ｒ1-5:經國町、宇土站前往松橋產交（日语：九州産交バス松橋営業所）

●熊本巴士
- Ｒ1-3:經清藤前往南區公所（內）

## 相鄰車站
九州旅客鐵道
■鹿兒島本線、■天草三角線（直通三角線列車）
■快速（只有上行班次）
通過
■區間快速、■普通
熊本－西熊本－川尻

## 注腳
1. 1 2 3  . 毎日新聞地方版. 2015-07-23  [2015-08-15].[永久]
2. 1 2   (PDF) (新闻稿). 九州旅客鐵道. 2015-07-23  [2015-08-15]. （原始内容存档 (PDF)于2015-08-07）.
3. 1 2   (PDF) (新闻稿). 九州旅客鐵道. 2015-12-18  [2015-12-19]. （原始内容存档 (PDF)于2016-03-04）.
4. ↑   (PDF).   [2020-04-05]. （原始内容存档 (PDF)于2016-03-06）.
5. ↑   (PDF). 熊經報業 (熊本經濟(株)地域經濟中心). 2013-01: 10  [2020-04-05]. （原始内容存档 (PDF)于2014-02-01）.
6. ↑  .   [2020-04-05]. （原始内容存档于2015-12-22）.
7. ↑  .   [2020-04-05]. （原始内容存档于2015-12-22）.
8. 1 2  . 熊日通訊（熊本日日新聞）. 2015-07-23  [2015-08-15]. （原始内容存档于2015-08-08）.
9. ↑  .   [2020-04-05]. （原始内容存档于2020-05-04）.
10. ↑  「西熊本駅前交番」（仮称）開設のお知らせ （页面存档备份，存于），熊本縣警察網站（2015年12月14日更新）
11. ↑  在2016年3月中旬，從國道3號上的近見派出所（近見1丁目）遷移此處。
12. ↑   (PDF). AEON Town株式會社. 2016-10-14  [2016-10-30]. （原始内容存档 (PDF)于2016-10-31）.
13. ↑  平成28年4月1日から「東バイパスライナー」のルート・ダイヤが変わります！ （页面存档备份，存于） 熊本市網頁（2016年3月21日參閲）
14. ↑  平成29年4月3日から「東バイパスライナー」のルート・ダイヤが変わります！ （页面存档备份，存于） 熊本市網頁（2017年4月1日參閲）

## 外部連結
- JR九州 – 西熊本車站 （页面存档备份，存于）（日語）